# Йего, Альфред
Альфред Кирва Йего — кенийский бегун на средние дистанции. Бронзовый призёр олимпийских игр 2008 года и чемпион мира 2007 года на дистанции 800 метров.
Впервые заявил о себе на чемпионате мира среди юниоров в 2004 году. На чемпионате мира 2005 года в Хельсинки занял 4-е место в четвёртом предварительном забеге и не смог выйти в следующий круг соревнований. В 2009 году на гран-при Риети установил личный рекорд в беге на 800 метров 1:42.67.
Победитель соревнований World Challenge Beijing 2013 года.

## Достижения
| Год  | Соревнования                      | Город    | Результат | Дистанция  | Время   |
| ---- | --------------------------------- | -------- | --------- | ---------- | ------- |
| 2004 | Чемпионат мира среди юниоров      | Гроссето | 2-е       | 800 метров | 1:47.39 |
| 2005 | Всемирный легкоатлетический финал | Монако   | 6-е       | 800 метров | 1:47.39 |
| 2006 | Чемпионат Африки                  | Бамбус   | 3-е       | 800 метров | 1:46.85 |
| 2006 | Всемирный легкоатлетический финал | Штутгарт | 8-е       | 800 метров | 1:48.01 |
| 2007 | Чемпионат мира                    | Осака    | 1-е       | 800 метров | 1:47.09 |
| 2008 | Олимпийские игры                  | Пекин    | 3-е       | 800 метров | 1:44.82 |
| 2008 | Всемирный легкоатлетический финал | Штутгарт | 1-е       | 800 метров | 1:49.05 |
| 2009 | Чемпионат мира                    | Берлин   | 2-е       | 800 метров | 1:45.35 |
| 2010 | Чемпионат Африки                  | Найроби  | 2-е       | 800 метров | 1:44.85 |
| 2011 | Чемпионат мира                    | Тэгу     | 7-е       | 800 метров | 1:45.83 |